# Krystian Ochman
Krystian Jan Ochman, känd professionellt som Ochman, född 19 juli 1999 i Melrose i Massachusetts, är en polsk-amerikansk singer-songwriter. Han blev känd då han vann den elfte säsongen av polska The Voice år 2020. Han representerade även Polen i Eurovision Song Contest 2022 i Turin med låten "River". 
Ochman är född i Massachusetts i nordöstra USA, och har sedan därefter vuxit upp i Warszawa i hemlandet Polen, vilket gör honom till både en polsk och en amerikansk medborgare. Han är även barnbarn till den polske tenoren Wiesław Ochman och är bosatt i både Katowice och Warszawa.